# Парк Уэмбли (станция метро)
Парк Уэмбли (англ. Wembley Park) — станция лондонского метро, расположенная в парке Уэмбли на северо-западе Лондона. Находится в непосредственной близости от стадиона Уэмбли. На станции останавливаются поезда двух линий: Юбилейной и Метрополитен. Относится к четвёртой тарифной зоне.

## История станции
Станция была открыта 14 октября 1893 года и работала только по субботам, когда проходили футбольные матчи в парке. Для ежедневной работы открылась 12 мая 1894 года.
Платформы линии «Бейкерлоо» открылись 20 ноября 1939 года.
К летним Олимпийским играм 1948 года станция была расширена, перестроены кассовые залы.
Первого мая 1979 года в результате продления Юбилейной линии прекращено движение поездов линии «Бейкерлоо» и начато движение поездов Юбилейной линии.
На станции уложено шесть путей, хотя на них прибывают поезда только двух линий. Это вызвано тем, что на линии «Метрополитен» курсируют обычные поезда и «ускоренные».

## Иллюстрации

Станция «Парк Уэмбли»
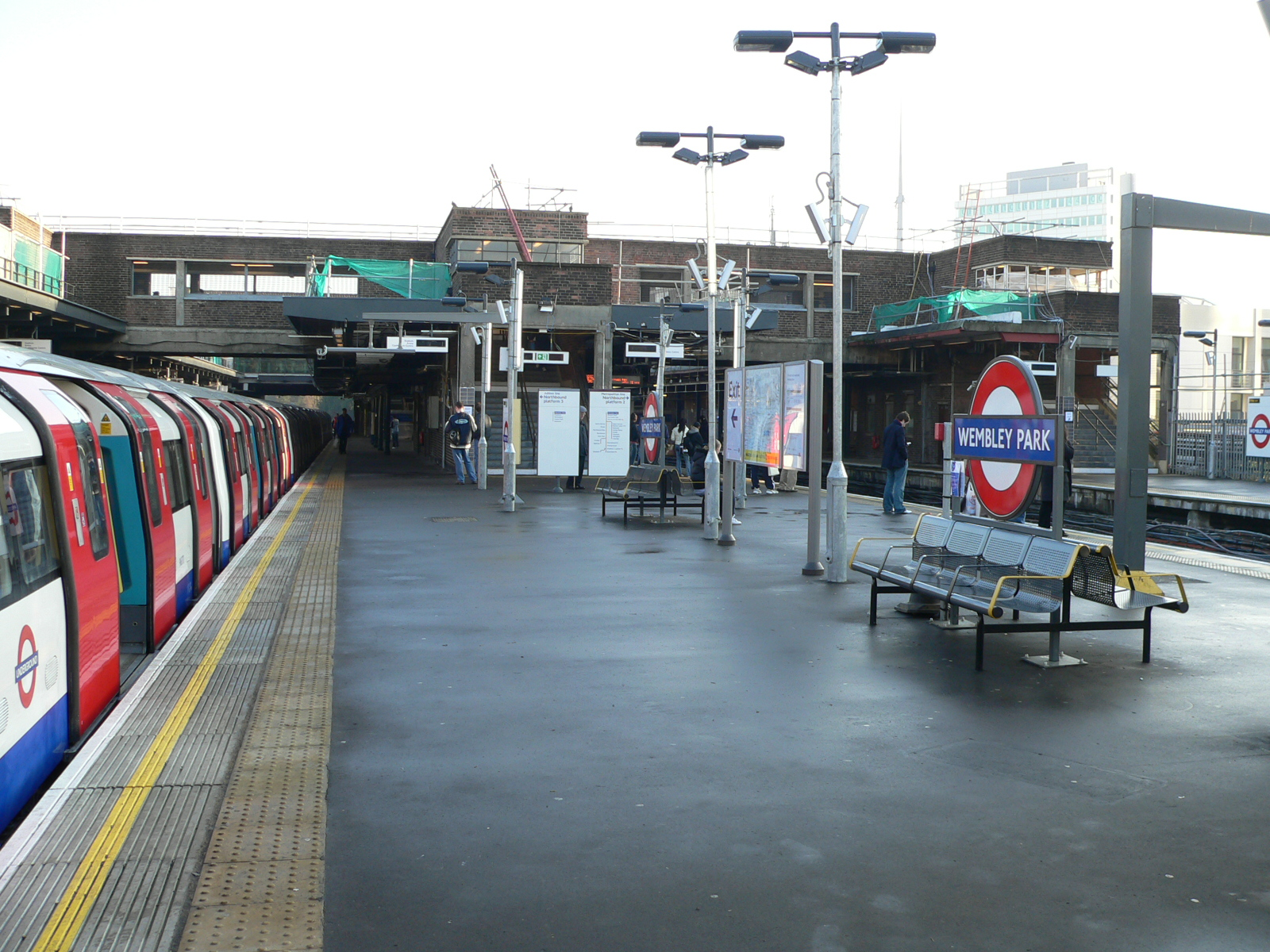
Платформа станции
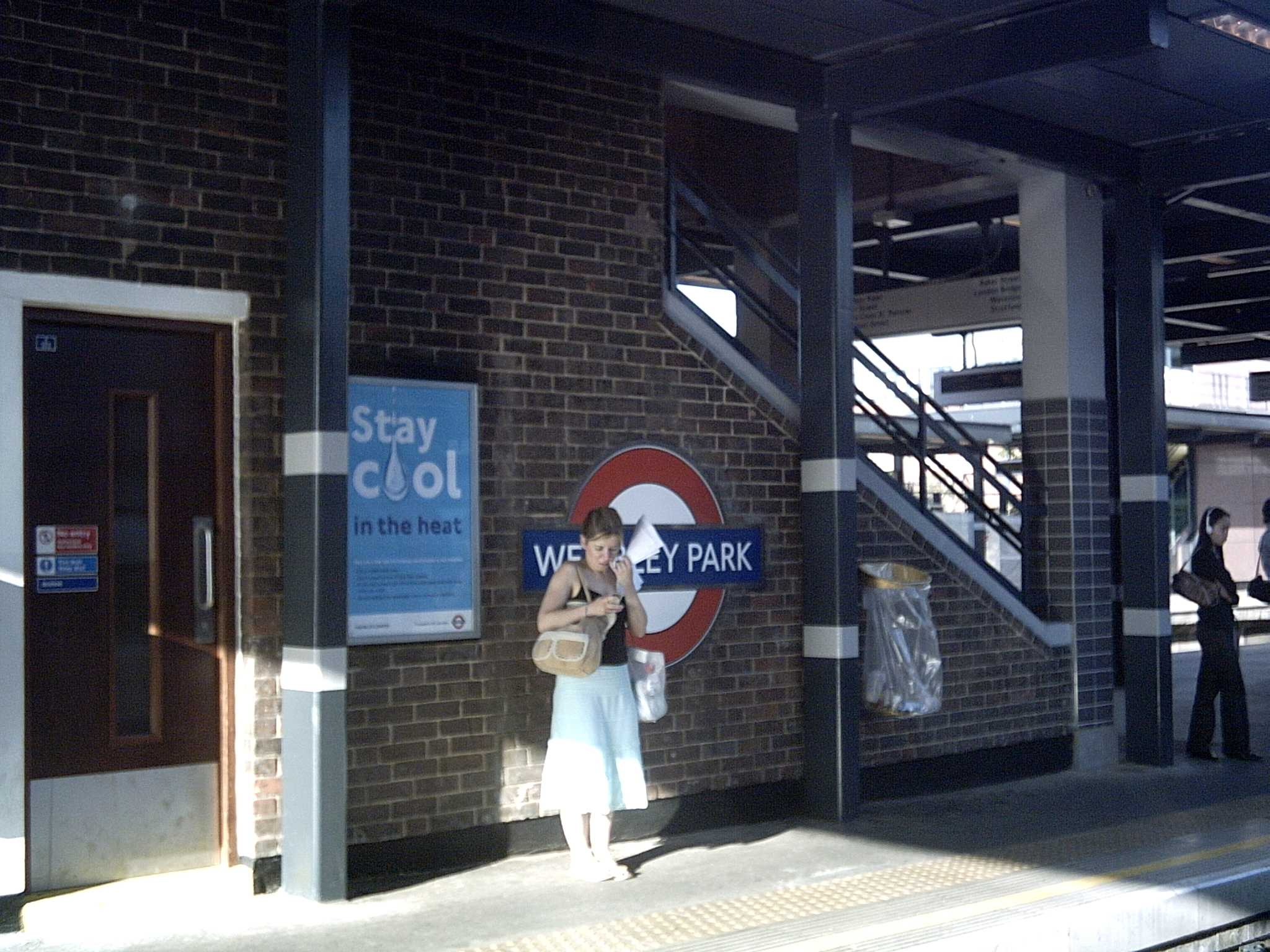
Вид на станцию Юбилейной линии
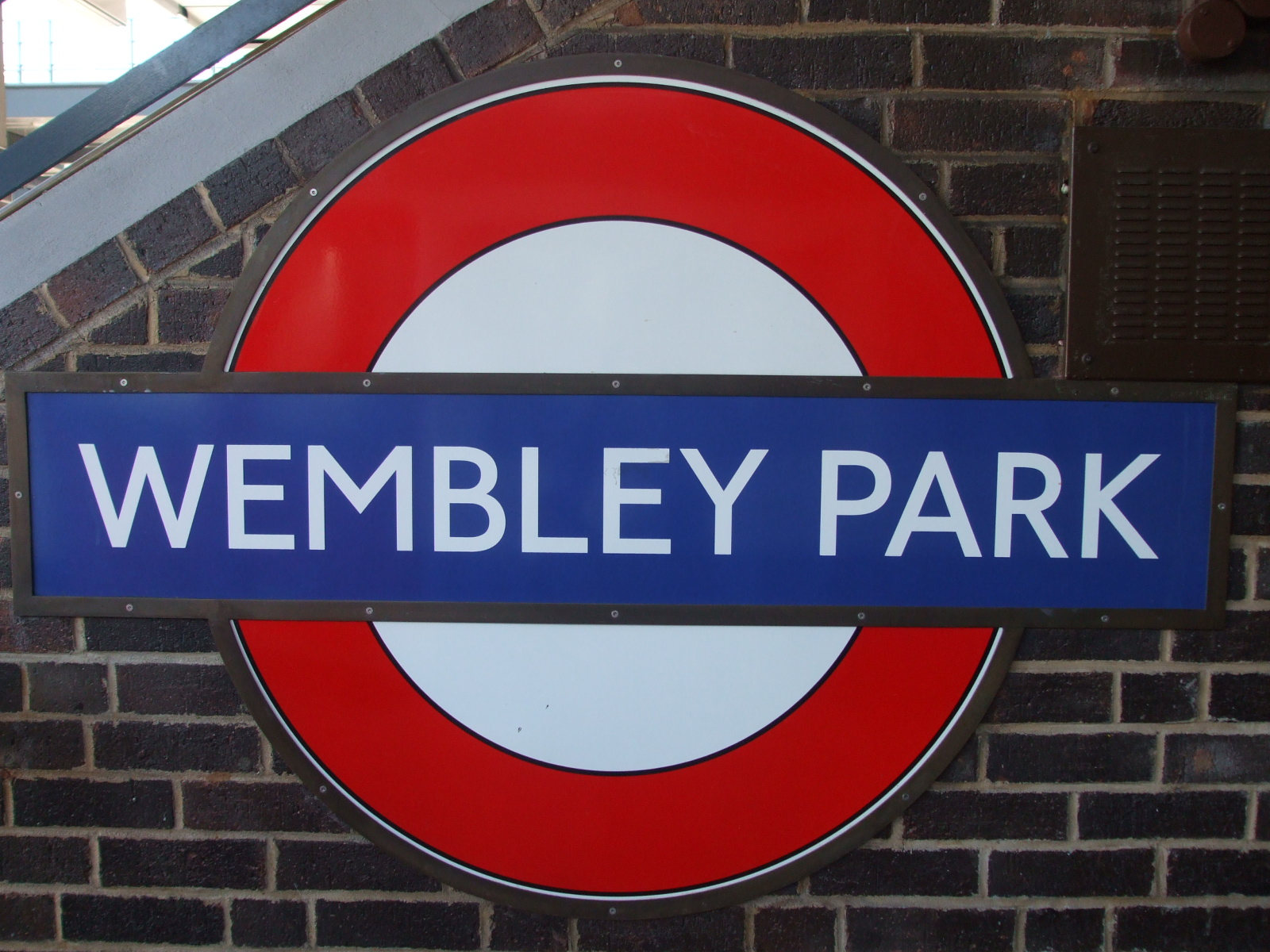
Рондель станции
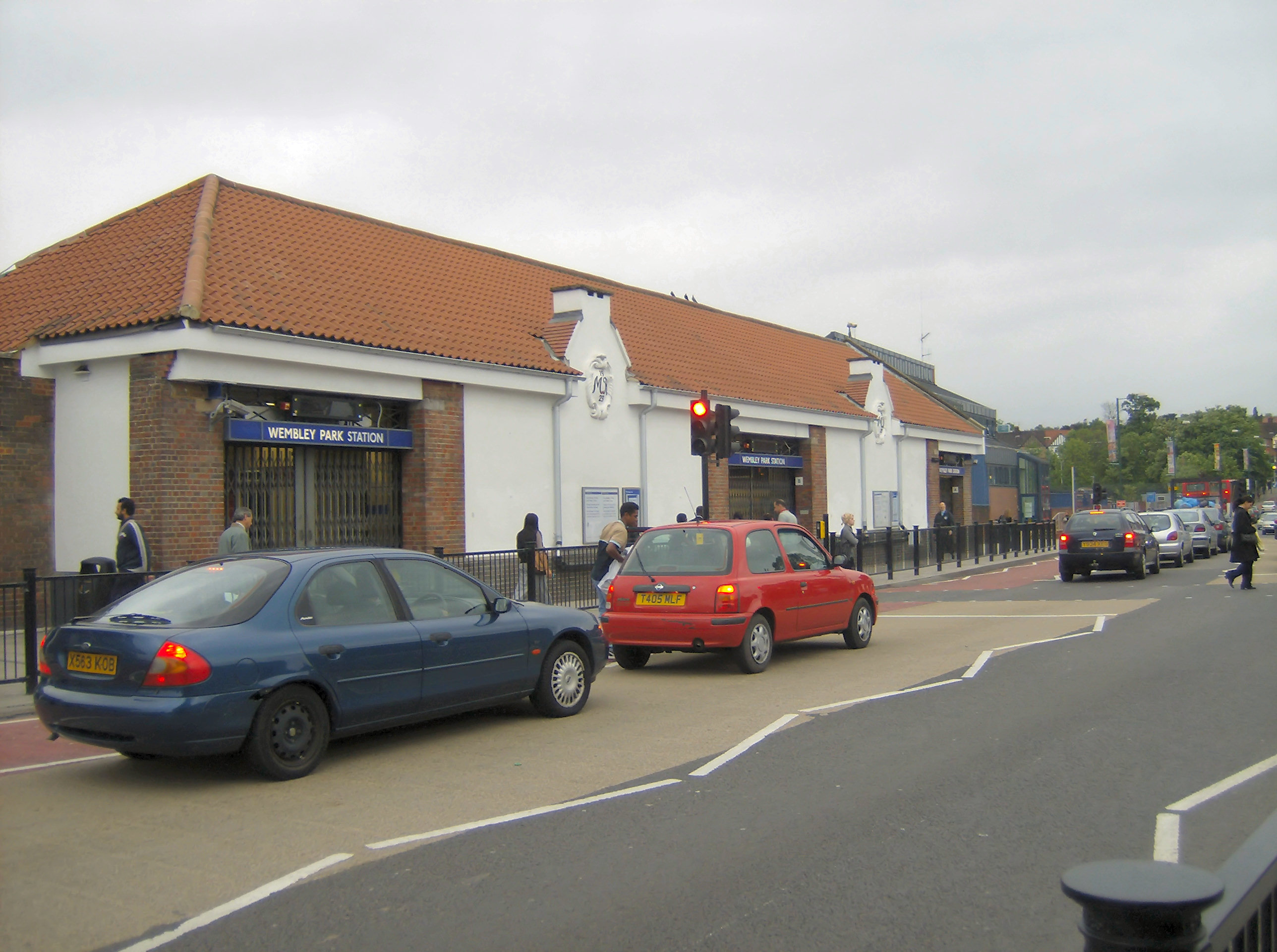
Старое здание станции